# Myriam von M

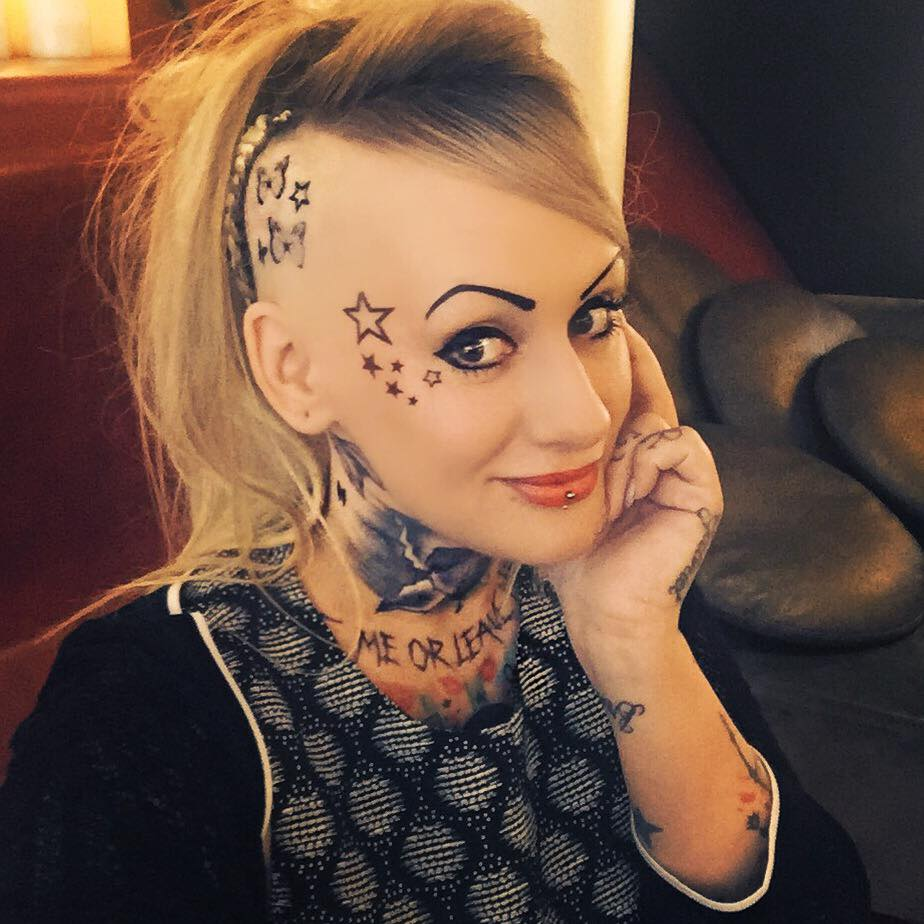
Myriam von M (2015)

Myriam von M (* 13. Mai 1977 in Hofheim am Taunus als Myriam Dalef-Fuss) ist eine deutsch-amerikanische Aktivistin, Tattoomodel, Sängerin und Autorin.
Seit ihrem 25. Lebensjahr kämpft sie gegen durch HPV assoziierten Krebs an und gründete deswegen im Januar 2014 die Kampagne Fuck Cancer, in der sie sich unter anderem für die HPV-Impfung und mehr Aufklärung zum Thema einsetzt.

## Leben

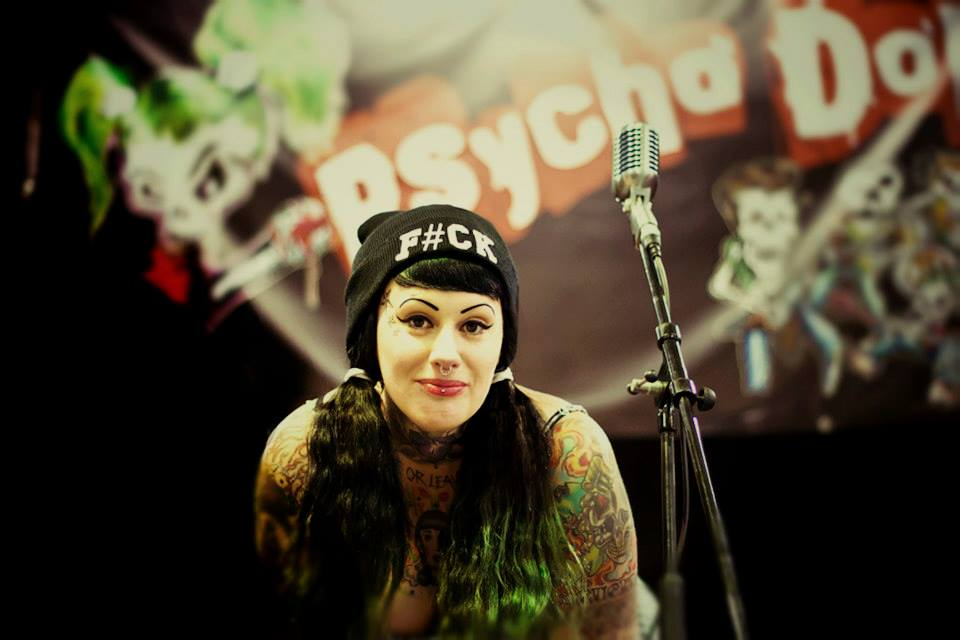
Myriam von M als Sängerin der Band Psycho Doll 2014

Sehr bald nach ihrer Geburt zogen ihre Eltern in den kalifornischen Merced County, USA. Nach dem Suizid ihres US-amerikanischen Vaters 1980 wuchs Myriam mit ihrer deutschen Mutter und deren neuen Partner auf. 1992, nachdem sich ihre Eltern getrennt hatten, zog sie mit ihrer Mutter und dem jüngeren Bruder zurück nach Deutschland. Ab 1996 arbeitete sie als ausgebildete Friseuse.
Im Jahr 2002 wurde bei Myriam ein durch HPV verursachtes invasives Plattenepithelkarzinom der Vulva (Vulvakrebs) diagnostiziert. Eine lang andauernde Zeit mit Klinikaufenthalten, Operationen, Chemotherapie und Bestrahlung folgte. 2003 nahm sie ihre berufliche Tätigkeit wieder auf und eröffnete einen eigenen Salon, bis sie aus gesundheitlichen Gründen den Beruf nicht mehr ausüben konnte.
2006 kam der Krebs in Form eines Zervixkarzinoms (Gebärmutterhalskrebs) erneut zum Vorschein. Es folgten drei Operationen und 2008 die Entfernung des Gebärmutterhalses. In den folgenden zwei Jahren wurde sie erneut operiert und unterzog sich Chemotherapie und Bestrahlung. Seit 2011 ist sie tätig als Psychologische Beraterin (VFP).
Myriam von M ist Tattoomodel und Sängerin der 2011 von ihr mitgegründeten Band PsychoDoll, 2019 in ATAME umbenannt.
Sie führte 2018 bis 2020 als Moderatorin durch drei Staffeln der Sendung Voller Leben – Meine letzte Liste bei RTL II, bei der Todkranken letzte Wünsche erfüllt wurden.

### Privates
Myriam von M ist zum dritten Mal verheiratet und hat zwei Söhne aus früheren Ehen.

## Fuck Cancer
2014 startete Myriam ihre Krebsvorsorge- und Aufklärungskampagne, in deren Rahmen sie an Krebs erkrankte Menschen berät und aktiv unterstützt. Zur Unterstützung der Kampagne wurde der gemeinnützige Verein Heldinnen gegen Krebs mit Sitz in Rüsselsheim von Myriam und Eric Steiner mitgegründet, dessen Vorsitzende sie ist.
Myriams Kampagne wird durch Spenden und Kooperationspartnern finanziert. Daneben betreibt einer der Kooperationspartner den Fuck Cancer Shop, um so gezielt die Kampagne zu unterstützen. Um die Finanzierung und Tätigkeit langfristig zu gewährleisten, wurde im Mai 2016 die Fuck Cancer gGmbH mit Sitz in Darmstadt von Myriam mitgegründet, deren Geschäftsführerin sie ist.
2016 wurde die Kampagne exklusiv durch die ImPose Spendengala in der Carl Benz Arena, Stuttgart unterstützt. Fuck Cancer und Myriams Tätigkeit finden mittlerweile ein regelmäßiges Echo in deutschen Medien.
Sie betreibt bei YouTube den Kanal Myriam von M@MyriamvonM.

## Auszeichnungen

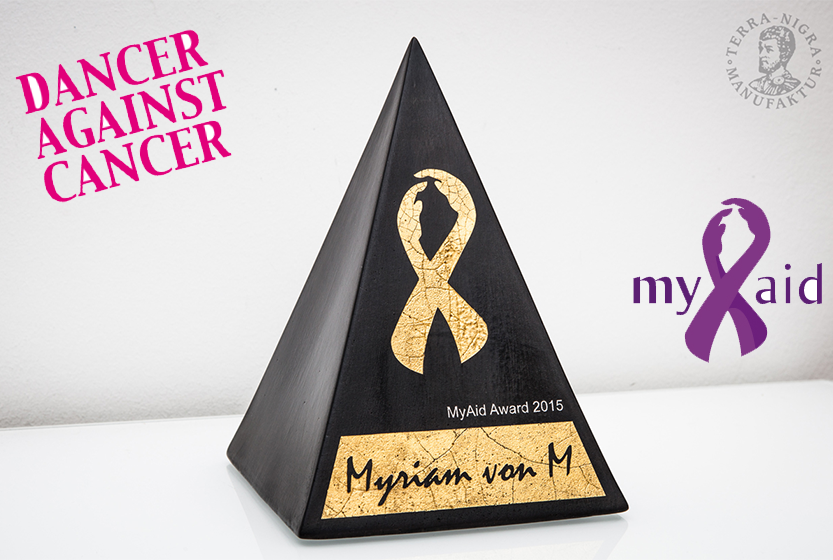
myAid Award 2015

Ihre beiden Bücher standen auf der Spiegel Bestseller-Liste.
Myriam von M wurde im April 2015 im Rahmen des Wiener Frühlingsballs Dancer against Cancer, einer jährlichen Charity-Veranstaltung zugunsten der Österreichischen Krebshilfe in der Wiener Hofburg, mit dem MyAid Award 2015 in der Kategorie international für ihr bisheriges Werk und Engagement ausgezeichnet. Preisträger waren u. a. bereits Fran Drescher, Konstanze Kuchenmeister, Charles Shaughnessy, Sophie van der Stap und Kelly LeBrock.

## Werkliste
- Gesichter einer Krankheit – Wir Helden gegen Krebs (Film, 2015, Deutschland; Produzentin, Drehbuch, Regie (mit Michael Gerlach), Darstellerin)[29][30]
- Fuck Cancer: Denn meine Wut macht mich stark gegen den Krebs. 1. Auflage. Eden Books, Hamburg 2016, ISBN 978-3-95910-100-4 (eingeschränkte Vorschau in der Google-Buchsuche [abgerufen am 22. April 2017] mit Sascha Hoffmann (Co-Autor)).
- Psycho-Queen : mit Borderline zum Bestseller Piper Verlag, München 2021, ISBN 978-3-492-50526-0